# Zwaluwtong
Zwaluwtong (Fallopia convolvulus, synoniem: Polygonum convolvulus) is een plant uit de duizendknoopfamilie (Polygonaceae).

## Kenmerken
De geribde stengels winden zich met de wijzers van de klok mee om allerlei dingen heen die als steun kunnen dienen. Als deze steun niet wordt gevonden liggen stengels horizontaal. De lengte bedraagt 30-100 cm. Zwaluwtong komt zeer algemeen voor op bouwland, braakliggend terrein en in de duinen.
De bladeren zijn driehoekig tot hartvormig. Ze zijn langgesteeld en puntig. De onderzijde is vaak poederachtig wit.
De bloempjes zijn groenachtig wit. De buitenste delen van het bloemdek zijn gevleugeld of gekield.

### Bloei
De zwaluwtong bloeit aarvormig van juli tot oktober in de nazomer tot de herfst.
Zwaluwtong heeft dofzwarte vruchtjes met een doorsnede van 4-5 mm. Deze zijn omsloten door een blijvend bloemdek. De vrucht is een nootje.

## Gebruik
Zwaluwtong werd voorheen ook wel "wilde boekweit" genoemd en zijn toepassing ligt dus ook dicht bij recepten waarmee men boekweit klaarmaakt. Tijdens de Eerste Wereldoorlog werd er in Rusland nog volop zwaluwtong gezaaid en genutigd. Ook in Duitsland werd er tot in de negentiende eeuw zwaluwtong gegeten. Dit werd vaak verwerkt in een vorm van pap.

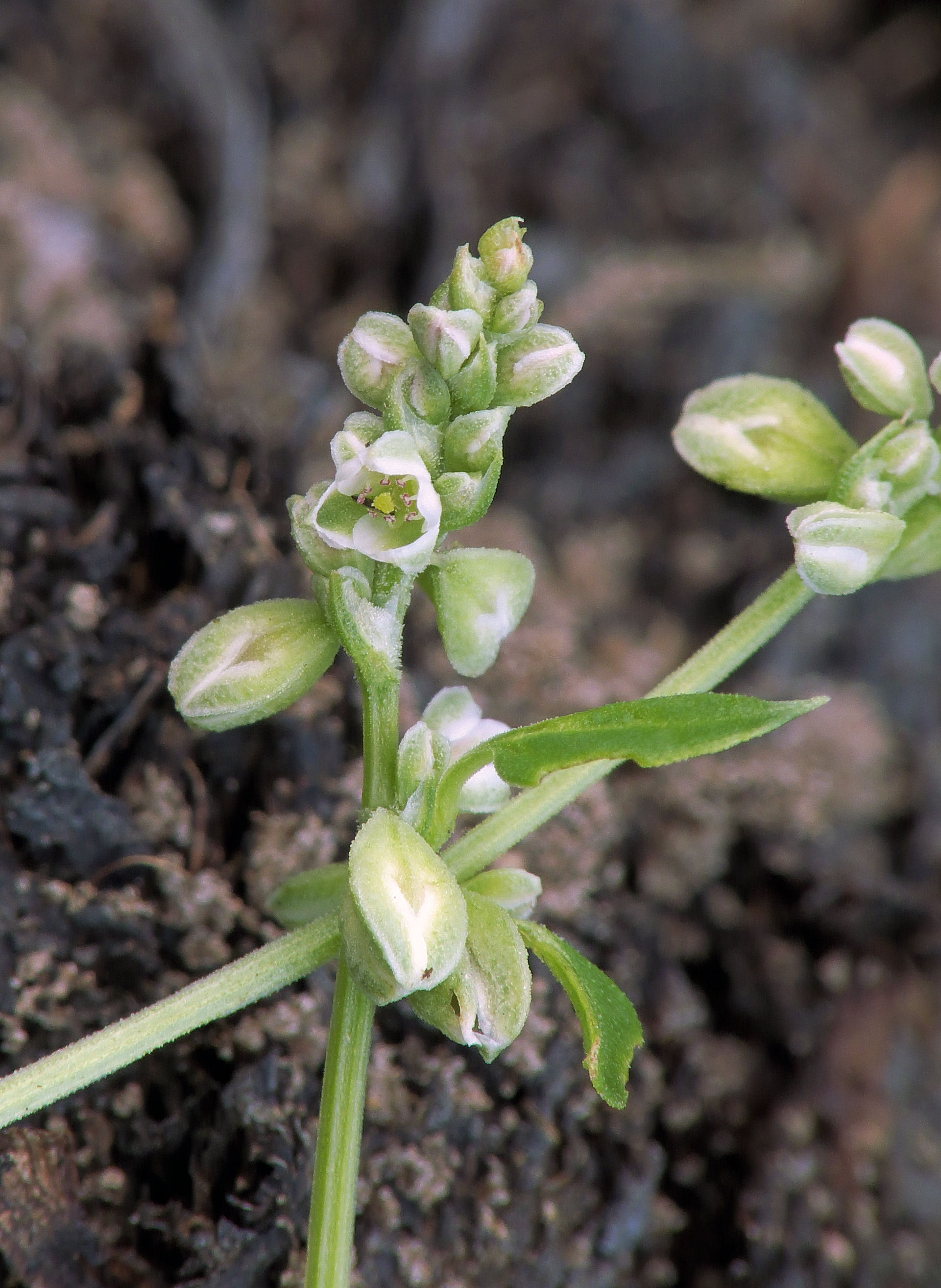
Bloem en vrucht